# Cá heo sọc
Cá heo sọc (Stenella coeruleoalba) là một loài cá heo thuộc chi Stenella, họ Delphinidae (Cá heo mỏ), phân bộ Cá voi có răng. Đây là loài cá heo phân bố rộng rãi khắp các vùng biển ôn đới và nhiệt đới của tất cả các đại dương trên thế giới.

## Phân loại
Cá heo sọc là một trong năm loài thuộc chi Stenella, tuy nhiên, nghiên cứu di truyền gần đây của LeDuc et al (1999) cho thấy Stenella không phải là một nhóm cá heo tự nhiên. Theo nghiên cứu cho rằng, những loài gần gũi nhất của cá heo sọc, cá heo Clymene, cá heo mũi chai Ấn Độ-Thái Bình Dương, cá heo đốm Đại Tây Dương và cá heo chi Delphinus, mà trước đây được coi là một phân loài của họ cá heo đại dương. Cá heo sọc được mô tả bởi Franz Meyen vào năm 1833. Coeruleoalba (từ Latinh caeruleus có nghĩa là "màu xanh sẫm" và "trắng sọc") đề cập đến màu xanh và trắng sọc, một đặc trưng ở hai bên sườn của loài cá heo này.

## Phân bố
Cá heo sọc thích các vùng biển ngoài khơi thuộc ôn đới hoặc nhiệt đới. Nó được tìm thấy nhiều ở miền Bắc và Nam Đại Tây Dương, bao gồm cả ở Địa Trung Hải và vịnh Mexico, Ấn Độ Dương và Thái Bình Dương. Phạm vi chúng sống là từ 40 ° N tới 30 ° S. Nhiệt độ thích hợp của chúng là từ 10 đến 26 độ C, phạm vi tiêu chuẩn là 18 - 22 độ C. Trong khu vực Tây Thái Bình Dương, chúng xuất hiện phổ biến trong gần như là toàn bộ khu vực, mặc dù không liên tục và một số nơi vẫn tập trung số lượng ít. Ước tính hiện nay số lượng cá heo sọc khoảng trên 2 triệu cá thể.

## Mô tả
Chúng có kích thước tương tự với cá heo đốm xuyên nhiệt đới, cá heo Clymene, cá heo đốm Đại Tây Dương. Tuy nhiên, với màu sắc đặc biệt, cá heo sọc rất dễ nhận biết trên biển. Phía dưới của cá heo sọc có màu xanh, trắng hoặc hồng. Phía mắt có hai dải màu xanh đen và một dải chạy dọc theo lưng tới tận qua vây lưng, tới tận phần đầu của đuôi. Hai bên sườn là những dải xanh sáng hoặc xám. Khi sinh, cá heo sọc nặng khoảng 10 kg (22 pounds) và có chiều dài lên đến 1 mét (3 feet). Đến tuổi trưởng thành, chúng phát triển và đạt 2,4 mét (8 ft) đối với con cái và 2,6 mét (8,5 ft) đối với con đực. Con cái trưởng thành có thể nặng 150 kg (330 lb) và 160 kg (352 lb) đối với con đực. Nghiên cứu cho thấy tại Địa Trung Hải con cái sinh sản khi đạt 12 năm tuổi và tại Thái Bình Dương là từ 7 - 9 năm tuổi. Tuổi thọ của cá heo sọc đạt tới 55-60 năm. Khi sinh sản, con cái có thời gian mang thai khoảng 12 tháng trước khi đẻ, mỗi lứa cách nhau khoảng từ 3 - 4 năm.
Cá heo sọc di chuyển và sống thành các nhóm lớn - có thể lên tới hàng ngàn con. Tại Địa Trung Hải và Đại Tây Dương thì các nhóm sẽ ít hơn. Chúng cũng được thấy khi di chuyển cùng với các loài cá heo khác như cá heo chi Delphinus. Cá heo sọc cũng có khả năng như nhiều loài cá heo khác đó là khả năng nhào lộn - chúng thường xuyên nhào lộn và có khả năng nhảy rất cao và xa trên mặt nước. Đôi khi cá heo sọc cũng tiếp cận và bơi theo các tàu thuyền ở Đại Tây Dương và Địa Trung Hải nhưng tại các vùng biển khác lại ít phổ biến, đặc biệt là ở Thái Bình Dương nơi mà trong quá khứ cá heo sọc đã từng bị đánh bắt rất nhiều.
Thức ăn phổ biến của cá heo sọc là các loại cá mặt nước, mực ống, bạch tuộc, nhuyễn thể, và các động vật giáp xác.

## Bảo tồn
Tại Nhật Bản, cá heo sọc đã bị săn bắt ở Tây Thái Bình Dương từ những năm 1940. Những năm đỉnh điểm có từ 8.000 đến 9.000 con cá heo sọc đã bị giết hại và có năm 21.000 con đã bị bắt. Từ những năm 1980, sau sự ra đời của hạn ngạch, con số này đã giảm xuống còn khoảng 1.000 con cá heo sọc bị giết chết mỗi năm. Các nhà bảo tồn lo ngại về số lượng của chúng ở Địa Trung Hải bị đe dọa bởi tình trạng ô nhiễm, bệnh tật cùng với việc khu vực là một tuyến đường biển tấp nập tàu thuyền qua lại cùng tình trạng đánh cá khiến chúng có thể bị mắc vào lưới.
Những nỗ lực được thực hiện để giữ cá heo sọc trong điều kiện nuôi nhốt. Tuy nhiên, tất cả đều không thành công, bởi những con cá heo sọc đều chết trong vòng hai tuần sau đó.
Phía Đông Thái Bình Dương và tại các quần đảo thuộc Địa Trung Hải, cá heo sọc được liệt kê trong Phụ lục II  của Công ước về Bảo tồn các loài động vật hoang dã di cư (CMS).
Ngoài ra, cá heo sọc được bảo vệ bởi Hiệp định về bảo tồn động vật biển có vú nhỏ tại Baltic, Đông Bắc Đại Tây Dương, Ireland và Biển Bắc (ASCOBANS), Hiệp định về Bảo tồn động vật biển có vú ở biển Đen, biển Địa Trung Hải và các vùng biển tiếp giáp Đại Tây Dương (ACCOBAMS), Biên bản ghi nhớ về Bảo tồn động vật biển có vú và môi trường sống của chúng tại quần đảo thuộc Thái Bình Dương và Biên bản ghi nhớ Liên quan đến việc bảo tồn các loài động vật biển có vú nhỏ ở Tây Phi và Macaronesia.